# Banglanews24.com
Banglanews24.com е онлайн вестник в Бангладеш, на бенгалски и английски език. Уебсайтът, заедно с Daily Sun, Bangladesh Pratidin и Kaler Kantho, е собственост на East West Media Group, компания на „Башундхара Груп“. Към 19 февруари 2019 г. рейтинг сайтът „Алекса Интернет“ го класира на 3957-о място в света и на 17-о място в Бангладеш.

## История
Banglanews24.com стартира на 1 юли 2010 г., като другите национални информационни агенции по това време са държавната Bangladesh Sangbad Sangstha (BSS), частната United News of Bangladesh (UNB) и bdnews24.com.